# Mercedes-Benz CL 203
Mercedes-Benz CL 203 var en sportscoupé fra Mercedes-Benz bygget mellem efteråret 2000 og starten af 2011. Frem til det store facelift i foråret 2008 blev modellen solgt som C-klasse Sportscoupé, hvorefter den blev omdøbt til CLC-klasse. CL 203 var baseret på den almindelige type 203.
Bilen blev fremstillet på fabrikken i Sindelfingen. I starten af 2007 blev produktionen flyttet til fabrikken Juiz de Fora i Brasilien. Mercedes-Benz udviklede modellen for at kunne konkurrere med BMW Compact.
I starten af februar 2011 blev produktionen af den stadigvæk på type 203 baserede CLC indstillet, og modellen blev afløst af en ny coupé (internt betegnet C 204) baseret på den aktuelle C-klasse (type 204). Frem til produktionens indstilling blev der leveret ca. 370.000 eksemplarer af CL 203 til kunderne.

## Udvikling
Fra november 2000 kunne C-klasse Sportscoupé købes med fem forskellige motorer, heraf fire benzinere og én diesel. I starten blev pris- og ydelses-forholdet kritiseret. Designet var coupétypisk. Ligesom på sedanmodellen steg sidelinjen stejlt op og endte i en høj bagende, som dog hæmmede udsynet bagud på grund af den monterede spoiler. Instrumentbrættet var bortset fra kombiinstrumentets beklædning stort set identisk med sedanversionen.
I midten af 2002 blev C 180 Sportscoupé's 2,0-litersmotor afløst af en 1,8-litersmotor med kompressor og 105 kW (143 hk). Også den i C 200 monterede kompressormotor (M 111 Evo) blev let optimeret. C 230 Kompressor fik ligeledes en yderligere effektoptimeret 1,8-liters kompressormotor med 141 kW (192 hk). Dermed kunne den samme motor (M 271) fra sommeren 2002 leveres i tre forskellige effekttrin, nemlig 105 kW (143 hk), 120 kW (163 hk) og 141 kW (192 hk).
I foråret 2003 valgte Mercedes-Benz at tilbyde den allerede fra C- og CLK-klasserne kendte 200 CGI i C-klasse Sportscoupé. 200 CGI var udstyret med en benzinmotor med direkte indsprøjtning baseret på den 1,8-liters kompressormotor med 125 kW (170 hk). Samme år tilkom to AMG-versioner: C 30 CDI AMG og C 32 AMG. Fra 2003 kunne C 200 CDI-motoren ligeledes leveres i Sportcoupé.

## Facelifts
I løbet af sin godt 10-årige byggeperiode blev CL 203 faceliftet to gange.

### Første facelift
Ligesom sedan og T-model (stationcar) kom der en faceliftet udgave af CL 203 ud til forhandlerne den 24. april 2004.
Både karrosseri, kabine og teknik blev optimeret. På fronten kunne den faceliftede udgave kendes på de nydesignede kofangere med lavere luftindtag, kølermasken med tre lameller samt forlygterne med klart glas. Bagpå blev kun lygterne let modificeret. Sporvidden blev bredere, og styretøjet, gearkassen og undervognen blev ligeledes optimeret. Målet var at forbedre køreegenskaberne uden indflydelse på komforten.
Sportcoupé blev ved denne lejlighed redesignet og virkede derved mere frisk. Instrumentbrættet blev komplet modificeret og Sportcoupé fik et nydesignet rat med tre eger med sølvfarvede betjeningstaster. Faceliftet blev fuldendt med nyt ekstraudstyr på sikkerheds- og komfortsiden. Bi-xenonforlygter samt nye radioanlæg med integreret navigationssystem og som topversion et dvd-understøttet "Comand-System" med ekstra stor farvebilledskærm blev tilføjet modelprogrammet.
Med faceliftet kom der også nye motorer til Sportcoupé. Derved blev C 160 Kompressor med 90 kW (122 hk) ny basismodel, mens C 200 CGI, C 30 CDI AMG og C 32 AMG på grund af for lave salgstal udgik. C 230 fik en ny 2,5-liters V6-motor uden kompressor med 150 kW (204 hk). C 320's 3,2-litersmotor med 160 kW (218 hk) blev ligesom i alle andre Mercedes-Benz-modeller afløst af den væsentligt stærkere 3,5-litersmotor med 200 kW (272 hk). Også C 220 CDI fik en let effektoptimering til 110 kW (150 hk). Samtlige motorer var nu som standard kombineret med en sekstrins manuel gearkasse.
Som ekstraudstyr blev der tilbudt to forskellige sportspakker: EVOLUTION og EVOLUTION AMG. Biler med EVOLUTION-pakken kunne kendes på en kølergrill med perforerede lameller og et større endestykke på udstødningsrøret. I kabinen havde disse biler treeget multifunktionslæderrat, aluminiumspyntedele, lædergearknop og aluminiumspedaler. Derudover var undervognen sænket ca. 15 mm fortil og 5 mm bagtil. Sportspakken EVOLUTION AMG, som ligeledes indeholdt EVOLUTION-pakken, omfattede front- og hækskørter fra AMG samt alufælge, ligeledes fra AMG.
- Mercedes-Benz C 180 Kompressor Sportscoupé (2004–2008)
- Bagfra
- C 220 CDI Sportcoupé
- Bagfra

### Tekniske specifikationer
| Model            | Cylindre | Ventiler | Slagvolume cm³ | Max. effekt kW (hk) / omdr. | Max. drejningsmoment Nm / omdr. | 0-100 km/t sek. | Topfart km/t | Byggeår     |
| ---------------- | -------- | -------- | -------------- | --------------------------- | ------------------------------- | --------------- | ------------ | ----------- |
| Benzinmotorer    |          |          |                |                             |                                 |                 |              |             |
| C 160 Kompressor | 4        | 16       | 1796           | 90 (122) / 5200             | 190 / 1500 – 4000               | 11,4            | 205          | 2005 – 2006 |
| C 180            | 4        | 16       | 1998           | 95 (129) / 5500             | 190 / 3700                      | 11,0            | 210          | 2000 – 2002 |
| C 180 Kompressor | 4        | 16       | 1796           | 105 (143) / 5200            | 220 / 2500 – 4200               | 9,7             | 223          | 2002 – 2008 |
| C 200 Kompressor | 4        | 16       | 1998           | 120 (163) / 5300            | 230 / 2500 – 4300               | 9,3             | 230          | 2000 – 2002 |
| C 200 Kompressor | 4        | 16       | 1796           | 120 (163) / 5500            | 240 / 3000 – 4000               | 9,1             | 234          | 2002 – 2008 |
| C 200 CGI        | 4        | 16       | 1796           | 125 (170) / 5300            | 250 / 3000                      | 9,0             | 235          | 2003 – 2004 |
| C 230 Kompressor | 4        | 16       | 2295           | 145 (197) / 5500            | 280 / 2500 – 4800               | 8,0             | 240          | 2000 – 2002 |
| C 230 Kompressor | 4        | 16       | 1796           | 141 (192) / 5800            | 260 / 3500 – 4000               | 8,1             | 240          | 2002 – 2005 |
| C 230            | 6        | 24       | 2496           | 150 (204) / 6100            | 245 / 2900 − 5500               | 8,4             | 241          | 2005 – 2008 |
| C 320            | 6        | 18       | 3199           | 160 (218) / 5700            | 310 / 3000 – 4600               | 7,8             | 248          | 2000 – 2005 |
| C 350            | 6        | 24       | 3498           | 200 (272) / 6000            | 350 / 2500 − 5000               | 6,4             | 250          | 2005 – 2008 |
| C 32 AMG         | 6        | 18       | 3199           | 260 (354) / 6100            | 450 / 4400                      | 5,2             | 250          | 2003 – 2004 |
| Dieselmotorer    |          |          |                |                             |                                 |                 |              |             |
| C 200 CDI        | 4        | 16       | 2148           | 90 (122) / 4200             | 270 / 1600 − 2800               | 11,7            | 208          | 2003 – 2008 |
| C 220 CDI        | 4        | 16       | 2148           | 105 (143) / 4200            | 315 / 1800 − 2600               | 10,3            | 220          | 2000 – 2003 |
| C 220 CDI        | 4        | 16       | 2148           | 105 (143) / 4200            | 340 / 2000                      | 10,3            | 220          | 2003 − 2004 |
| C 220 CDI        | 4        | 16       | 2148           | 110 (150) / 4200            | 340 / 2000                      | 10,3            | 224          | 2004 – 2008 |
| C 30 CDI AMG     | 5        | 20       | 2950           | 170 (231) / 3800            | 540 / 2000 − 2500               | 6,8             | 250          | 2003 – 2004 |

1. ↑  Ikke egnet til E10-brændstof'"`UNIQ--ref-00000010-QINU`"'

Kilder: 

### Andet facelift og nyt navn
Den 17. maj 2008 fik modellen et yderligere facelift, og blev fremover solgt under navnet CLC-klasse.
Frontdesignet blev tilpasset den aktuelle C-klasse, ligesom bagenden og kabinen også blev modificeret. Karrosseriets grundform og instrumentbrættet forblev uændrede, mens kabinen fik nye detaljer som f.eks. stærkere konturierede sportssæder, mere udbredt brug af pyntedele af børstet aluminium, et nyt sportsrat samt en ny generation af Infotainment-systemer.
Til navigationsinformationer kunne der nu leveres en større farveskærm samt dvd- eller harddisk og tilkoblingsmuligheder for iPod, USB-nøgle eller SD-kort.
Med undtagelse af CLC 200 Kompressor, som blev optimeret til 135 kW (184 hk), fortsatte det øvrige motorprogram uforandret. Ligesom forgængeren fandtes CLC-klassen med fem forskellige motorer, herunder fire benzinere (105−200 kW) og to dieseler (90−110 kW). Daimler AG havde optimeret disse i detaljer, hvilket nedsatte brændstofforbruget med op til 11 procent.
I 2009 blev CLC 230 omdøbt til CLC 250 og suppleret af en ny basisbenziner, CLC 160 BlueEFFICIENCY, med 95 kW (129 hk). Fra foråret 2010 kunne dieselversionerne ikke længere leveres, hvilket gjorde at modelprogrammet frem til slutningen af 2010 bestod af fem benzinmotorer med effekt mellem 95 og 200 kW.
Fra uge 2, 2011 kunne CLC-klassen ikke længere bestilles som ny bil, da den sidste nye bil forlod samlebåndet allerede i starten af februar.
- Mercedes-Benz CLC 180 Kompressor (2008–2011)
- Bagfra
- CLC 350 med sportspakke
- CLC 220 CDI

#### Tekniske specifikationer
| Model                  | Cylindre | Ventiler | Slagvolume cm³ | Max. effekt kW (hk) / omdr. | Max. drejningsmoment Nm / omdr. | 0-100 km/t sek. | Topfart km/t | Byggeår     |
| ---------------------- | -------- | -------- | -------------- | --------------------------- | ------------------------------- | --------------- | ------------ | ----------- |
| Benzinmotorer          |          |          |                |                             |                                 |                 |              |             |
| CLC 160 BlueEFFICIENCY | 4        | 16       | 1597           | 95 (129) / 5000             | 220 / 2500 − 3800               | 11,2            | 210          | 2009 − 2011 |
| CLC 180 Kompressor     | 4        | 16       | 1796           | 105 (143) / 5200            | 220 / 2500 − 4200               | 9,7             | 220          | 2008 − 2011 |
| CLC 200 Kompressor     | 4        | 16       | 1796           | 135 (184) / 5500            | 250 / 2800 − 5000               | 8,6             | 235          | 2008 − 2011 |
| CLC 230                | 6        | 24       | 2496           | 150 (204) / 6100            | 245 / 2900 − 5500               | 8,4             | 240          | 2008 − 2009 |
| CLC 250                | 6        | 24       | 2496           | 150 (204) / 6100            | 245 / 2900 − 5500               | 8,4             | 240          | 2009 − 2011 |
| CLC 350                | 6        | 24       | 3498           | 200 (272) / 6000            | 350 / 2400 − 5000               | 6,3             | 250          | 2008 − 2011 |
| Dieselmotorer          |          |          |                |                             |                                 |                 |              |             |
| CLC 200 CDI            | 4        | 16       | 2148           | 90 (122) / 4200             | 270 / 1600 − 2800               | 11,3            | 206          | 2008 − 2010 |
| CLC 220 CDI            | 4        | 16       | 2148           | 110 (150) / 4200            | 340 / 2000                      | 9,7             | 224          | 2008 − 2010 |

#### Sportspakken
Sportspakken var i teknisk henseende også en erstatning for udstyrsvarianterne fra Limousine og T-model. Den kunne leveres til CLC som ekstraudstyr, og indeholdt blandt andet:
- Ny direkte styring med variabel styreudveksling alt efter ratudslag
- Sportsundervogn
- Mørke for- og baglygter
- Tredje bremselygte i røget glas-optik
- Kølergrill med sorte lameller og kromapplikationer
- 18" alufælge i femeget design
- Sportsluftfilter
- Pyntedele i mørkt, børstet aluminium
- Sportspedaler af stål med gummiknopper
- Polstring med påsat læder Artico, som ekstraudstyr med læder Cognacbrun
- Modificeret kombiinstrument, visere i kl. 6-position i slukket tilstand

#### Specialmodellen "Special-Edition"

##### Eksteriør
- 17" alufælge
- Metallak
- Mørke for- og baglygter
- Tredje bremselygte i røget glas-optik
- Frontskørter med gråt luftindtagsgitter
- Udstødningsrør med endestykke i stål

##### Interiør
- Treeget sportslædermultifunktionsrat
- Taghimmel i sort
- Sportspedaler i børstet stål med gummiknopper
- Fodmåtter
- Audio 20
- PARKTRONIC
- Sædevarme foran
- Komfortpakke (regnsensor, elektrisk indklappelige sidespejle, automatisk afblændingsfunktion til sidespejlet i førersiden og dæktrykstabsadvarselssystem)